# Весёлый Кут (Киевская область)
Весёлый Кут (укр. Веселий Кут) — село, входит в Таращанский район Киевской области Украины.
Население по переписи 2001 года составляло 692 человека. Почтовый индекс — 09553. Телефонный код — 4566. Занимает площадь 1,822 км². Код КОАТУУ — 3224481201.

## Местный совет
09553, Київська обл., Таращанський р-н, с.Веселий Кут